# Nigel Harman
Nigel Harman (født 11. august 1973 i Purley, London, England) er en engelsk skuespiller. Han medvirkede i originalopsætningen af musicalen Mamma Mia! i London, men blev for alvor kendt som Dennis Rickman i BBC serien EastEnders og har senere blandt andet spillet Mr. Green i Downton Abbey.